# Sakai Seiichirō
Sakai Seiichirō (jap. 堺 誠一郎; * 11. September 1905 in Nagasaki; † 3. Juni 1993) war ein japanischer Schriftsteller.

## Leben
Sakai studierte Literatur an der renommierten Waseda-Universität, schloss das Studium jedoch nicht ab. Zu Beginn der Shōwa-Zeit betätigte er sich als Schriftsteller für das proletarische Theater. 
1933 begann er beim Verlag Chūōkōronsha zu arbeiten. 1941, während des Zweiten Weltkrieges war er wie viele seiner Kollegen als Berichterstatter im malayischen Teil Borneos stationiert. Er erhielt 1942 für Hirono no kiroku (廣野の記録) den Iketani-Shinzaburō-Preis. Ein Jahr später wurde er zum Abteilungsleiter befördert. Er kehrte 1946 aus dem Krieg nach Japan zurück.
Nach dem Krieg arbeitete er zunächst beim Verlag Sekai Hyōronsha (世界評論社) und von 1955 bis 1975 dann als Leiter des Sekretariats des japanischen Schriftstellerverbandes (日本文藝家協会, Nihon bungeika kyōkai, Japan Writers' Association). Sakais schriftstellerische Tätigkeit ruhte in der Nachkriegszeit. Erst 1993, im Alter von 88 Jahren, veröffentlichte er dann sein Werk Bodaiju e no michi.

## Werke (Auswahl)
- 1942 Hirono no kiroku (曠野の記録)
- 1943 Kinabaru no min kita boruneo kiroku (キナバルの民 北ボルネオ紀行)
- 1993 Bodaiju e no michi (菩提樹への道)

| Personendaten    | Personendaten              |
| ---------------- | -------------------------- |
| NAME             | Sakai, Seiichirō           |
| ALTERNATIVNAMEN  | 堺 誠一郎 (japanisch)      |
| KURZBESCHREIBUNG | japanischer Schriftsteller |
| GEBURTSDATUM     | 11. September 1905         |
| GEBURTSORT       | Nagasaki                   |
| STERBEDATUM      | 3. Juni 1993               |